# Šimkaičiai
Šimkaičiai är en ort i Tauragė län i västra Litauen. Enligt folkräkningen från 2011 har staden ett invånarantal på 204 personer.